# Метод Монте-Карло для переноса фотонов
Моделирование распространения фотонов с помощью метода Монте-Карло это гибкий, но точный подход к имитации миграции фотонов. В этом методе локальные правила миграции фотонов представлены как распределения вероятностей, которые описывают размер шага движения фотона между точками взаимодействия с тканью и углы, на которые отклоняется траектория движения фотона при рассеянии. Этот метод эквивалентен моделированию миграции фотонов с помощью аналитического уравнения переноса излучения (УПИ), которое описывает движение фотонов с помощью дифференциальных уравнений. Тем не менее, аналитические решения УПИ часто получить невозможно; для некоторых геометрических форм диффузионное приближение может быть использовано для упрощения УПИ, хотя это, в свою очередь, вносит много неточностей, особенно вблизи источников и границ. В то же время моделирование методом Монте-Карло можно сделать сколь угодно точным путём увеличения количества фотонов.
Метод Монте-Карло это метод статистических испытаний и, поэтому, требуется значительное время вычислений для достижения необходимой точности. Кроме того, моделирование по методу Монте-Карло позволяет учитывать несколько физических величин одновременно с любым пространственным и временным разрешением. Эта гибкость делает метод Монте-Карло мощным инструментом. Таким образом, методы Монте-Карло требуют много времени для вычислений, но обычно считаются стандартом моделирования миграции фотонов для многих биомедицинских приложений.

## Биомедицинские приложения методов Монте-Карло

### Биомедицинская томография
Оптические свойства биологических тканей позволяют решать задачи биомедицинской томографии. Есть множество эндогенных оптических контрастов, в том числе поглощение кровью и меланином, рассеяние нервными клетками и ядрами раковых клеток. Кроме того, флуоресцентные зонды могут быть прикреплены к различным тканям. Методы микроскопии (включая конфокальную и двухфотонную микроскопию, а также оптическую когерентную томографию), способны отобразить эти свойства с высоким пространственным разрешением, но, так как они основаны на регистрации баллистических фотонов, их глубина проникновения ограничивается несколькими миллиметрами. Томография более глубоких слоев тканей, где фотоны многократно рассеиваются, требует более подробного описания поведения большого числа фотонов в такой среде. Метод Монте-Карло предоставляет гибкую структуру, которая была использована в различных методиках для реконструкции оптических свойств глубоких слоев ткани. Здесь представлено краткое введение в некоторые из этих методик.
- Фотоакустическая томография (ФАТ), поглощенный лазерный свет приводит к локальному увеличению температуры. В свою очередь это изменение температуры, благодаря тепловому расширению, вызывает распространение ультразвуковых волн, которые фиксируются с помощью ультразвукового преобразователя. На практике изменяют различные параметры настройки (длину волны света, числовую апертуру датчика, …). В результате моделирование методом Монте-Карло является ценным инструментом для моделирования рассеяния и предсказания поведения фотонов в эксперименте.
- Диффузионная оптическая томография (ДОТ), является методом визуализации, при котором используются источники и детекторы света инфракрасного диапазона для измерения оптических свойств биологических тканей. Контрасты интенсивности света можно измерить за счет разности поглощения окси- и деокси-гемоглобина (для функциональной диагностики мозга или обнаружении рака) или разности концентрации флуоресцентных меток. Для того, чтобы воссоздать изображение, нужно знать, каким образом свет мигрировал от данного источника к данному детектору и как измерение зависит от распределения и изменения оптических свойств (прямая задача). Из-за сильного рассеивания света в биологических тканях этот метод является достаточно сложным, функции чувствительности имеют диффузионный характер. Прямая задача в ДОТ часто решается с помощью методов Монте-Карло.

### Лучевая терапия
Целью лучевой терапии является доставка энергии, как правило, в виде ионизирующего излучения к раковой опухоли, при этом нельзя повредить окружающие ткани. Моделирование методом Монте-Карло обычно используется в лучевой терапии, чтобы определить дозу излучения, которую получит пациент из-за рассеяния излучения в тканях, а также из-за коллимированного пучка в линейном ускорителе.

### Фотодинамическая терапия
В фотодинамической терапии (ФДТ) свет используется для активации химиотерапевтических препаратов. Принципы ФДТ определяют полезность применения методов Монте-Карло для моделирования рассеяния и поглощения в тканях, чтобы обеспечить необходимый уровень интенсивности света для активации химиотерапевтических препаратов.